# Yuki Kitazume
Yuki Kitazume 北詰 友樹 (15 settembre 1959) è un attore e cantante giapponese.
Attivo dal 1979 al 1994, ha usato il suo vero nome però scritto con altri kanji (北詰 優基).
È noto soprattutto per la sua interpretazione del protagonista nella serie televisiva per ragazzi Megaloman.
Si è laureato alla Meiji Gakuin University.

## Biografia
Nel 1979, mentre studiava all'università, superò un provino per il telefilm del genere tokusatsu  dal titolo Megaloman della Fuji Television e fece il suo debutto interpretando il protagonista Takashi Shishido. Successivamente ha interpretato altri ruoli, grazie ai lineamenti delicati e alla statura superiore alla media. È  apparso nella serie  "Nachichan no Photo Studio" della NHK  ed ha avuto un immediato successo fra il pubblico femminile. Inizialmente usava il vero kanji del suo nome, ma dal 1980 lo ha cambiato con quello con il quale è noto.
Ha fatto il suo debutto cinematografico a 21 anni nel film "古都" (Koto) di Yasunari Kawabata, diretto da Kon Ichikawa. In questo film, che è stato l'ultimo ruolo da protagonista di Momoe Yamaguchi, ha interpretato Shin’ichi, l’amico d'infanzia e il primo amore di Chieko Yamaguchi.
In “Detective Story” (探偵物語, 1983) diretto da Yoshitaro Negishi, interpretava Yutaka Nagai, un personaggio con un ruolo chiave nell’incidente attorno al quale si svolgeva la storia. Ha anche fatto un'apparizione tra i singoli attori in “Rouge” (1984), una serie tratta da "Muraki e Nami", opera originale di Takashi Ishii.
È stato attivo fino ai primi anni '90 al cinema, in televisione e a teatro, prima di ritirarsi dal mondo dello spettacolo. Ha fatto anche il cantante.
Attualmente fa il salaryman.

## Filmografia
- 1979: Megaloman (1979) (Serie TV)
- 1982: Daiamondo wa kizutsukanai
- 1983: Miyuki
- 1983: Tantei monogatari
- 1983: Shinguru garu
- 1984: Ruuju
- 1985: Mishima - Una vita in quattro capitoli
- 1986: Oedipus no yaiba
- 1987: Hyôryu kyôshitsu
- 1987: Kaseifu ha mita! 5 (TV)